# Église Saint-Florian de Hamtramck
L'église Saint-Florian (anglais : St. Florian Church) est une église catholique de l'État du Michigan aux États-Unis, dépendant de l'archidiocèse de Détroit et située à Hamtramck. Elle est particulièrement importante pour l'histoire de la communauté polonaise du Michigan et inscrite au Registre national des lieux historiques depuis 1984. Elle est dédiée à saint Florian.

## Historique

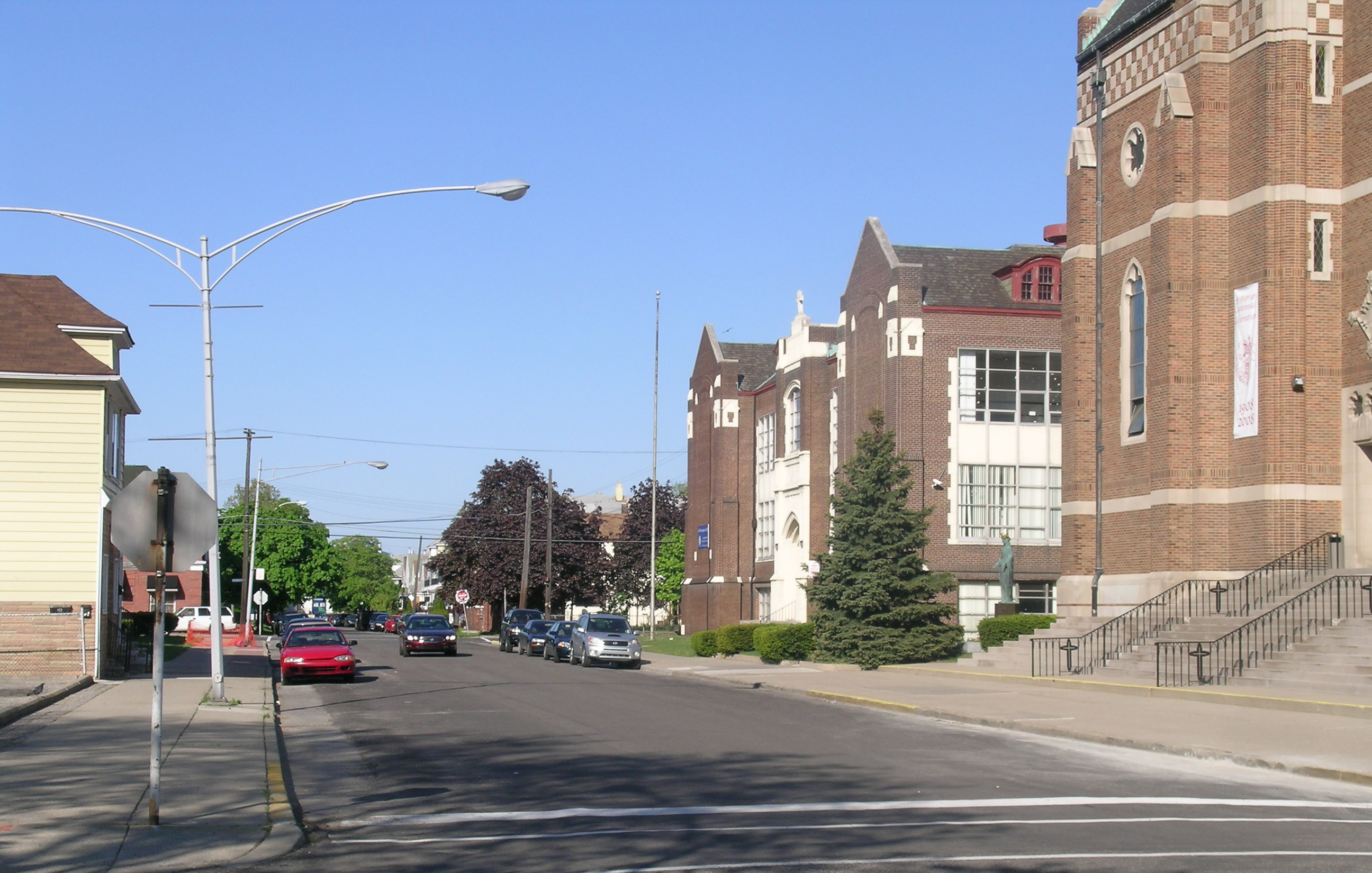
Vue de l'école près de l'église

La paroisse est presque exclusivement composée de familles de descendants d'immigrés polonais qui se sont installés à Hamtramck après l'ouverture des usines Dodge en 1910. Elle est desservie par les pères de la Société du Christ pour les émigrants de Pologne, fondée par le cardinal Hlond. Les usines Packard, Dodge et Ford se sont implantées ici en 1907 dans ce qui était alors les faubourgs nord de Détroit. Le diocèse de Détroit reconnaît la nécessité d'ouvrir une nouvelle paroisse pour les ouvriers polonais et elle est fondée en 1907. Les messes ont lieu d'abord dans un magasin. Un terrain est acquis en mars 1908, la première pierre bénite en juillet et la dédicace a lieu le 10 janvier 1909. Mais l'afflux de nouveaux paroissiens rend bientôt nécessaire la construction d'une nouvelle église plus grande. Les paroissiens lèvent 500 000 dollars et s'adressent à Ralph Adams Cram pour le nouveau projet. Celui-ci était particulièrement connu pour avoir modernisé et répandu le style néogothique aux États-Unis. Les travaux démarrent en 1926 et l'édifice reçoit un prix de la part de la revue American Architect en 1929. Cram prévoit une structure d'acier et choisit la brique pour l'extérieur. Les travaux sont menés par Novakowski & Sons. L'église est consacrée le 21 octobre 1928, en présence de plus de cinq mille personnes. La paroisse connaît sa période la plus florissante à la fin des années 1950 et au début des années 1960 avec sept prêtres desservants et trois mille élèves à l'école paroissiale primaire et à l'école secondaire.
L'église reçoit la visite en 1969 de l'archevêque de Cracovie, Mgr Wojtila, futur Jean-Paul II, qui y célèbre la messe. Il visite encore la ville lors de son voyage pastoral de 1987, en tant que pape cette fois-ci. Le cardinal Maida y a célébré la messe du Christ-Roi en 2008 devant une grande foule. Le sermon a été suivi d'un autre prononcé en polonais. Le cardinal a rappelé entre autres le dévouement des Sœurs féliciennes qui ont ouvert l'école paroissiale en 1909 et l'école secondaire en 1940.
L'église a fêté son centenaire par une messe solennelle, le 23 novembre 2009.

## Architecture
L'église néogothique se rattache à l'architecture du style des cathédrales polonaises, par ses dimensions et son opulence. Sa façade est ornée d'une grande arcade avec une rosace et flanquée par deux petites flèches. La flèche du fond de la nef mesure 61 mètres de hauteur pour dominer le paysage alors embrumé par les fumées d'usine. L'église est l'édifice le plus haut de la ville et dépasse la cathédrale catholique de Détroit. Elle peut accueillir 1 200 fidèles assis.
Le maître-autel provient d'Italie. La nef est à six travées à croisées d'ogive peintes en bleu avec des décors de pampres. Les vitraux, issus de la firme new-yorkaise J.M. Kase, sont particulièrement remarquables. L'un d'eux figure Copernic, ceux au-dessus de l'autel représentent des saints en rapport avec la Pologne, saint Casimir, saint Florian, sainte Edwige, saint Hyacinthe et saint Stanislas. Les vitraux de la nef illustrent les mystères joyeux et glorieux du Rosaire, et de petites fenêtres la vie et l'enseignement de Jésus.
L'orgue date de 1928 et il est issu de la maison Austin à Hartford (Connecticut). il a été restauré en 2008.

## Source
- (en) Cet article est partiellement ou en totalité issu de l’article de Wikipédia en anglais intitulé « St. Florian Church (Hamtramck, Michigan) » (voir la liste des auteurs).